# Callopistria venata
Callopistria venata är en fjärilsart som beskrevs av John Henry Leech 1900. Callopistria venata ingår i släktet Callopistria och familjen nattflyn. Inga underarter finns listade i Catalogue of Life.